# Oathbreaker
Oathbreaker est un groupe belge de post-black metal, originaire de Gand, en Flandre-Occidentale. Formé en 2008, Oathbreaker fait partie du collectif Church of Ra aux côtés de Amenra, Wiegedood, Hessian, The Black Heart Rebellion, Dehn Sora, Kingdom et autres groupes et artistes.

## Biographie

### Formation (2008–2017)
Oathbreaker est formé en 2008 autour de Gilles Demolder, Caro Tanghe et Lennart Bossu, juste après la fin du groupe de hardcore No Recess, et Ivo Debrabandere. En Octobre 2008, le quatuor sort son premier EP Oathbreaker sur le label Thirty Days Of Night Records. Il reçoit de bonnes critiques. Leur musique est alors plutôt orientée hardcore avec des éléments issus du crust.
Fin 2010, le groupe enregistre les morceaux de leur premier album aux Jet Studio avec Michael Neyt et au Hearse Studio avec Lander Cluyse. Il est mixé par Kurt Ballou (Converge) au Godcity Recording Studio et masterisé par Alan Douches au West West Side Music. Le 5 juillet 2011 sort Mælstrøm sur le label Deathwish Inc. Comme Oathbreaker, la musique est toujours très inspirée par le hardcore et les morceaux sont globalement assez courts.
Le 20 août 2013 sort Eros|Anteros. L'album est enregistré en mars 2013 et mixé par Kuth Ballou au Godcity Recording Studio et masterisé par Brad Boatright (From Ashes Rise) au Audiosiege studio. Avec ce deuxième album, le groupe commence à incorporer des éléments issus du black metal et à légèrement abandonner leurs racines hardcore. Par ailleurs, les morceaux deviennent plus longs dont certains comme The Abyss Looks Into Me et Clair Obscur dépassent les neuf minutes.
Le 30 septembre 2016 sort Rheia. L'album a été enregistré en avril 2016 au Atomic Garden Studio par Jack Shirley. Ce troisième album marque vraiment l'entrée du groupe dans le post-black metal et le shoegaze. Seulement deux semaines après la sortie de l'album, Ivo Debrabandere annonce son départ pour des raisons personnelles et de santé. Il est remplacé par Wim Coppers.

### Hiatus (depuis 2017)
Oathbreaker annonce en 2017 que le groupe va se mettre en retrait de la scène, officiellement, il ne s'agit pas d'un hiatus mais d'une simple pause.
En janvier 2020, il est annoncé que Oathbreaker va jouer au festival ArcTangent. Mais à cause de la pandémie de Covid-19, le festival est annulé. Le 8 mai sort l'EP Ease Me and 4 Interpretations. Ease Me est à l'origine un morceau composé pour la compilation Metal Swim 2 produite par Adult Swim Music. L'EP reprend le morceau et quatre remixes par Jesu, Chelsea Wolfe, Wife et Michael A. Muller,.
Le groupe est à nouveau annoncé au festival ArcTangent 2021. Cette édition est aussi annulée. Oathbreaker est reprogrammé pour l'édition 2022. Mais la dernière affiche du festival comprenant le line-up complet ne voit plus apparaître le nom de Oathbreaker.
En 2021, Lennart Bossu déclare dans une interview, pour la promotion de l'album De Doorn du groupe Amenra, pour le magazine New Noise que : « [Oathbreaker ne va] Nulle part ! Je me suis mis à composer De Doorn peu de temps après que Oathbreaker ne devienne inactif. En un sens ça a été ma manière de faire le deuil de toutes les perspectives que j'avais avec ce groupe après quatorze ans ensemble. »

## Membres

### Membres actuels
- Caro Tanghe — chant (depuis 2008)
- Gilles Demolder — basse (depuis 2008), guitare (depuis 2015)
- Lennart Bossu — guitare (depuis 2008)
- Wim Coppers — batterie

### Anciens membres
- Ivo Debrabandere — batterie (2008-2016)

### Membres en live
- Levy Seynaeve — basse (depuis 2017)
- Joren De Roeck — basse (depuis 2016)

## Discographie

### Albums studio
- 2011 : Mælstrøm
- 2013 : Eros|Anteros
- 2016 : Rheia

### EP et singles
- 2008 : Oathbreaker
- 2011 : Brethren Bound By Blood 3/3 (avec Amenra)
- 2016 : An Audiotree Live Session
- 2020 : Ease Me and 4 Interpretations